# Jacobo José Fitz-James Stuart
Don Jacobo José Fitz-James Stuart, sesto duca di Berwick (3 gennaio 1792 – 5 gennaio 1795), è stato un nobile spagnolo.

## Biografia
Jacobo fu il primo figlio del matrimonio tra Jacobo Fitz-James Stuart, quinto duca di Berwick, e sua moglie María Teresa de Silva-Fernández de Híjar y de Palafox. È stato discendente diretto di Giacomo II d'Inghilterra e di Cristoforo Colombo.
Suo padre morì a Madrid, il 3 aprile 1794, e quindi il piccolo Jacobo ereditò - per un brevissimo lasso di tempo, e fino alla sua morte avvenuta il 5 gennaio 1795 - i titoli nobiliari del genitore. Divenne così il sesto duca di Berwick e il sesto duca di Liria e Xérica.
Jacobo ebbe un fratello minore, Carlos Miguel Fitz-James Stuart, nato postumo il 19 maggio 1794, che ereditò i suoi titoli diventando il settimo duca di Berwick.

## Ascendenza
|                                                |                                           |                                                     | Genitori                                        |  |  | Nonni |  |  | Bisnonni                 |  |  | Trisnonni                       |  |
|                                                |                                           |                                                     |                                                 |  |  |       |  |  | Jacobo Fitz-James Stuart |  |  | James Francis Fitz-James Stuart |  |
|                                                |                                           |                                                     |                                                 |  |  |       |  |  | Jacobo Fitz-James Stuart |  |  | James Francis Fitz-James Stuart |  |
|                                                |                                           | Catalina Ventura Colón de Portugal                  |                                                 |  |  |       |  |  | Jacobo Fitz-James Stuart |  |  |                                 |  |
| Carlos Fitz-James Stuart                       |                                           |                                                     |                                                 |  |  |       |  |  | Jacobo Fitz-James Stuart |  |  |                                 |  |
|                                                |                                           | María Teresa de Silva y Álvarez de Toledo           | Manuel María de Silva y Mendoza                 |  |  |       |  |  |                          |  |  |                                 |  |
|                                                |                                           | María Teresa de Silva y Álvarez de Toledo           | Manuel María de Silva y Mendoza                 |  |  |       |  |  |                          |  |  |                                 |  |
|                                                |                                           | María Teresa de Silva y Álvarez de Toledo           | María Teresa Álvarez de Toledo y Haro           |  |  |       |  |  |                          |  |  |                                 |  |
| Jacobo Fitz-James Stuart                       |                                           | María Teresa de Silva y Álvarez de Toledo           |                                                 |  |  |       |  |  |                          |  |  |                                 |  |
|                                                |                                           | Gustavo Adolfo de Stolberg-Gedern                   | Federico Carlos de Stolberg-Gedern              |  |  |       |  |  |                          |  |  |                                 |  |
|                                                |                                           | Gustavo Adolfo de Stolberg-Gedern                   | Federico Carlos de Stolberg-Gedern              |  |  |       |  |  |                          |  |  |                                 |  |
|                                                |                                           | Gustavo Adolfo de Stolberg-Gedern                   | Luisa de Nassau-Saarbrücken                     |  |  |       |  |  |                          |  |  |                                 |  |
| Carolina de Stolberg-Gedern                    |                                           | Gustavo Adolfo de Stolberg-Gedern                   |                                                 |  |  |       |  |  |                          |  |  |                                 |  |
|                                                |                                           | Isabel de Hornes                                    | Maximiliano Manuel de Hornes                    |  |  |       |  |  |                          |  |  |                                 |  |
|                                                |                                           | Isabel de Hornes                                    | Maximiliano Manuel de Hornes                    |  |  |       |  |  |                          |  |  |                                 |  |
|                                                |                                           | Isabel de Hornes                                    | María Teresa Carlota Bruce                      |  |  |       |  |  |                          |  |  |                                 |  |
| Jacobo José Fitz-James Stuart                  |                                           | Isabel de Hornes                                    |                                                 |  |  |       |  |  |                          |  |  |                                 |  |
|                                                | Joaquín Diego de Silva Fernández de Híjar | Isidro Fadrique Fernández de Hijar Portugal y Silva |                                                 |  |  |       |  |  |                          |  |  |                                 |  |
|                                                | Joaquín Diego de Silva Fernández de Híjar | Isidro Fadrique Fernández de Hijar Portugal y Silva |                                                 |  |  |       |  |  |                          |  |  |                                 |  |
|                                                | Joaquín Diego de Silva Fernández de Híjar | Luisa de Moncada y Benavides                        |                                                 |  |  |       |  |  |                          |  |  |                                 |  |
| Pedro de Alcántara de Silva Fernández de Híjar | Joaquín Diego de Silva Fernández de Híjar |                                                     |                                                 |  |  |       |  |  |                          |  |  |                                 |  |
|                                                |                                           | María Engracia Abarca de Bolea y Pons de Mendoza    | Pedro de Alcántara Buenaventura Abarca de Bolea |  |  |       |  |  |                          |  |  |                                 |  |
|                                                |                                           | María Engracia Abarca de Bolea y Pons de Mendoza    | Pedro de Alcántara Buenaventura Abarca de Bolea |  |  |       |  |  |                          |  |  |                                 |  |
|                                                |                                           | María Engracia Abarca de Bolea y Pons de Mendoza    | Josefa Pons de Mendoza                          |  |  |       |  |  |                          |  |  |                                 |  |
| Maria Tèresa de Silva y Palafox                |                                           | María Engracia Abarca de Bolea y Pons de Mendoza    |                                                 |  |  |       |  |  |                          |  |  |                                 |  |
|                                                |                                           | Joaquín Antonio de Palafox                          | Juan Antonio de Palafox                         |  |  |       |  |  |                          |  |  |                                 |  |
|                                                |                                           | Joaquín Antonio de Palafox                          | Juan Antonio de Palafox                         |  |  |       |  |  |                          |  |  |                                 |  |
|                                                |                                           | Joaquín Antonio de Palafox                          | Francesca Josefa Centurión                      |  |  |       |  |  |                          |  |  |                                 |  |
| Rafaela de Palafox y Croy                      |                                           | Joaquín Antonio de Palafox                          |                                                 |  |  |       |  |  |                          |  |  |                                 |  |
|                                                |                                           | Mariana Carlota de Croy                             | Juan Bautista de Croy                           |  |  |       |  |  |                          |  |  |                                 |  |
|                                                |                                           | Mariana Carlota de Croy                             | Juan Bautista de Croy                           |  |  |       |  |  |                          |  |  |                                 |  |
|                                                |                                           | Mariana Carlota de Croy                             | Mariana Lante Montefeltro della Rovere          |  |  |       |  |  |                          |  |  |                                 |  |
|                                                |                                           | Mariana Carlota de Croy                             |                                                 |  |  |       |  |  |                          |  |  |                                 |  |